# Poesia romantica

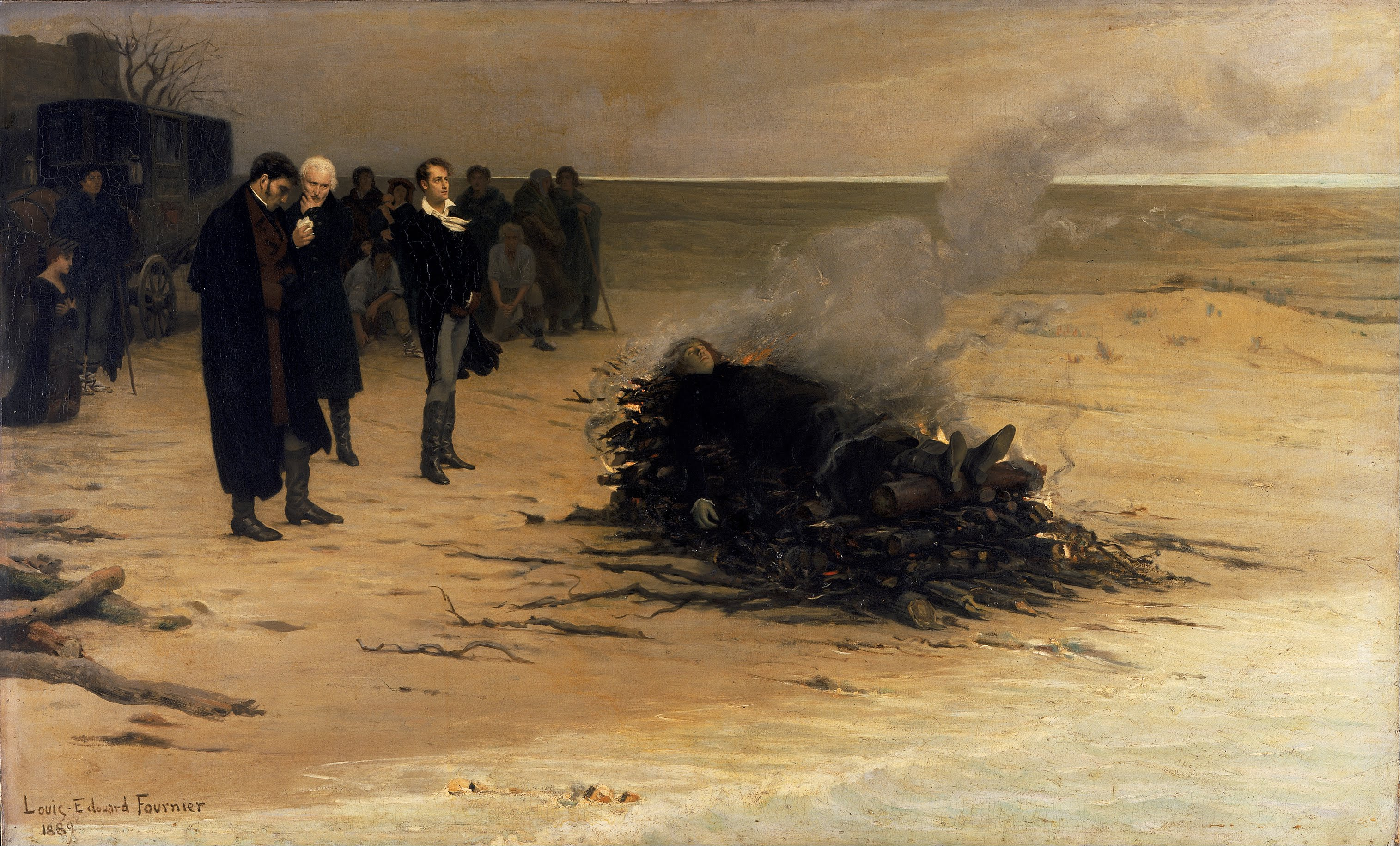
I funerali di Shelley di Louis Edouard Fournier (1889); i membri del gruppo, da sinistra a destra, sono Trelawny, Hunt e Byron

La poesia romantica è la poesia del Romanticismo, un movimento artistico, letterario, musicale e intellettuale che ebbe origine in Europa verso la fine del XVIII secolo nato in reazione alle idee illuministiche del XVIII secolo che durò approssimativamente dal 1800 al 1850; i poeti romantici si ribellarono allo stile poetico del XVIII secolo che era basato su poemi epici, odi, satire, elegie, epistole e canzoni.

## Regno Unito
Poeti come William Wordsworth sono stati attivamente impegnati nel cercare di creare un nuovo tipo di poesia che avesse la capacità di sottolineare l'intuizione sulla ragione e l'ambito pastorale su quello urbano, spesso evitando una lingua consapevolmente poetica, nel tentativo di usare un linguaggio più colloquiale.
Wordsworth stesso nella prefazione alla raccolta sua e di Samuel Taylor Coleridge intitolata Ballate liriche definisce come buona poesia "la prevalenza e pienezza spontanea di sentimenti potenti", anche se nello stesso discorso va avanti a chiarire questa dichiarazione affermando che comunque qualsiasi poesia di valore deve ancora e sempre essere composta da un uomo "in possesso di un grado più alto di sensibilità rispetto a quella solamente organica; di qualcuno che abbia anche pensato a lungo e profondamente". Sottolinea anche l'importanza dell'uso del metro in poesia (che considera come una delle caratteristiche principali che differenzia la poesia dalla prosa). Anche se molte persone sottolineano il concetto di spontaneità della poesia romantica, il movimento è stato ancora gravemente preoccupato dallo sforzo di composizione, cioè di tradurre queste risposte emotive in forma poetica. Infatti, Coleridge, un altro poeta romantico importante e critico, vede l'arte come "la mediatrice e riconciliatrice della natura e dell'uomo". Un tale atteggiamento riflette ciò che potrebbe essere chiamato il tema dominante della poesia romantica: il filtraggio dell'emozione naturale attraverso la mente umana per creare arte, accoppiato con la consapevolezza della dualità creata da un tale processo.
I sei autori inglesi più conosciuti sono, in ordine di nascita e con un esempio del loro lavoro:
- William Blake - Il matrimonio del cielo e dell'inferno
- William Wordsworth - Il Preludio o "Crescita della mente di un poeta; Una poesia autobiografica"
- Samuel Taylor Coleridge - La ballata del vecchio marinaio
- George Gordon Byron - Don Giovanni e Il pellegrinaggio del giovane Aroldo
- Percy Bysshe Shelley - Prometeo liberato, "Adonais", Ode al vento dell'Ovest e Ozymandias
- John Keats - Le grandi odi, tra cui Ode su un'urna greca, "Iperione" ed "Endimione"

Anche se cronologicamente viene prima tra questi scrittori, William Blake è stato aggiunto alla lista relativamente tardi; prima del 1970, il romanticismo era noto nella letteratura anglosassone per i suoi "Big Five".

## Francia
La letteratura francese della prima metà del secolo fu dominata dal Romanticismo per mezzo di autori come Victor Hugo, Alexandre Dumas padre, François-René de Chateaubriand, Alphonse de Lamartine, Gérard de Nerval, Charles Nodier, Alfred de Musset, Théophile Gautier e Alfred de Vigny; la loro influenza si fece sentire nel teatro, nella poesia, nella narrativa in prosa. L'effetto del movimento romantico continuerà a farsi sentire nella seconda metà del XIX secolo in diversi sviluppi letterari, come il Realismo, il Simbolismo e il Decadentismo.

## Germania
Il romanticismo tedesco fu il movimento intellettuale dominante nella filosofia, nelle arti e nella cultura dei paesi di lingua tedesca tra la fine del XVIII e l'inizio del XIX secolo. Rispetto a quello inglese, si sviluppò relativamente tardi e, nei primi anni, coincise con il Classicismo di Weimar (1772–1805); in contrasto con la serietà del romanticismo inglese, la varietà tedesca del romanticismo apprezzava notevolmente l'arguzia, l'umorismo e la bellezza.
Lo Sturm und Drang fu un movimento proto-romantico nella letteratura e nella musica tedesca che ebbe luogo dalla fine degli anni Sessanta fino ai primi anni Ottanta del XVIII secolo, in cui alla soggettività individuale e, in particolare, agli estremi delle emozioni, veniva data libera espressione in reazione ai vincoli percepiti del razionalismo imposto dall'Illuminismo e dai movimenti estetici associati. Il periodo prende il nome dall'opera teatrale omonima di Friedrich Maximilian Klinger, che fu rappresentata per la prima volta nel 1777.

## Polonia
Il romanticismo in Polonia fu un periodo letterario, artistico e intellettuale iniziato intorno al 1820, in coincidenza con la pubblicazione delle prime poesie di Adam Mickiewicz, Ballate e romanze, nel 1822. Si concluse con l'invasione russa del Paese nel gennaio 1863. Alcuni poeti romantici furono Juliusz Słowacki, Cyprian Kamil Norwid, Zygmunt Krasiński, Tymon Zaborowski, Antoni Malczewski e Józef Bohdan Zaleski.

## Poetesse
Tra alcuni esempi di poetesse dell'epoca romantica: Elizabeth Barrett Browning, Felicia Hemans, Mary Shelley, Anna Laetitia Barbauld, Charlotte Turner Smith, Mary Robinson, Hannah More, Alice Trickey, e Joanna Baillie.

## Esempi di poeti romantici per paese
- Albania: Girolamo De Rada, Naim Frashëri
- Brasile: Álvares de Azevedo, Antônio de Castro Alves, Casimiro de Abreu, Antônio Gonçalves Dias, Fagundes Varela, Junqueira Freire, Domingos José Gonçalves de Magalhães
- Bulgaria: Hristo Botev
- Croazia: Petar Preradović
- Repubblica Ceca: Karel Hynek Mácha
- Danimarca: Nicolai Frederik Severin Grundtvig, Adam Gottlob Oehlenschläger, Hans Christian Andersen
- Francia: Alphonse de Lamartine, Victor Hugo, Théophile Gautier, Alfred de Musset, Charles Baudelaire
- Georgia: Aleksandre Ch'avch'avadze, Nikoloz Baratashvili, Grigol Orbeliani
- Germania: Heinrich Heine, Johann Wolfgang von Goethe, Friedrich Schiller, Novalis, Friedrich Hölderlin, E.T.A. Hoffmann, Clemens Brentano, Joseph von Eichendorff, Achim von Arnim
- Ungheria: Sándor Petőfi
- India: Mirza Ghalib, Michael Madhusudan Dutt, Rabindranath Tagore, Satyendranath Dutta, Nazrul Islam, Jibanananda Das, Rahul Mohan, Vibhor Mathur, Srijan Gupta
- Italia: Giacomo Leopardi, Ugo Foscolo, Alessandro Manzoni
- Montenegro: Petar II Petrović-Njegoš
- Polonia: tre bardi (Adam Mickiewicz, Juliusz Slowacki, Zygmunt Krasiński), Cyprian Kamil Norwid
- Portogallo: Alexandre Herculano, Almeida Garrett, António Feliciano de Castilho
- Regno Unito:
  - Inghilterra: William Blake, George Gordon Byron, Samuel Taylor Coleridge, Percy Bysshe Shelley, Elizabeth Barrett Browning, William Wordsworth, John Keats, Christina Rossetti, Mary Robinson, Hannah More
  - Irlanda: Thomas Moore
  - Scozia: Robert Burns, Joanna Baillie, Walter Scott, James Macpherson
- Romania: Ion Heliade Rădulescu, Dimitrie Bolintineanu, Vasile Alecsandri, Mihai Eminescu
- Russia: "Età dell'oro della Poesia russa" - Aleksandr Sergeevič Puškin, Michail Jur'evič Lermontov, Fëdor Ivanovič Tjutčev, Evgenij Abramovič Baratynskij, Vasilij Andreevič Žukovskij, Konstantin Nikolaevič Batjuškov
- Serbia: Branko Radičević, Đura Jakšić, Laza Kostić, Jovan Jovanović Zmaj
- Slovacchia: Janko Kráľ
- Slovenia: France Prešeren
- Spagna: Gustavo Adolfo Bécquer, José de Espronceda, Rosalia de Castro, José Zorrilla, Jacint Verdaguer
- Stati Uniti d'America: Henry Wadsworth Longfellow, Ralph Waldo Emerson, Edgar Allan Poe
- Ucraina: Taras Hryhorovyč Ševčenko